# روبير إسكندر غانم
روبير إسكندر غانم (18 يونيو 1942 - 10 فبراير 2019)، سياسي لبناني ونائب سابق في مجلس النواب. والده العماد إسكندر غانم قائد الجيش اللبناني في سبعينيات القرن العشرين. حصل على الإجازة الجامعية في الحقوق من جامعة القديس يوسف. وفي الفترة ما بين 1977 حتى 1992 مارس مهنة المحاماة في فرنسا وأوروبا كمستشار قانوني لرجال أعمال لبنانيين وعرب. بالإضافة إلى كونه عضو سابق بمجلس النواب فإنه كان محاميًا بالاستئناف.

## حياته السياسية
- بعام 1992 انتخب نائبًا عن المقعد الماروني في البقاع الغربي، وأعيد انتخابة عن نفس المقعد في عام 1996، وفي انتخابات عامي 2000 و2005 انتخب نائبًا عن المقعد الماروني في دائرة البقاع الثالثة - البقاع الغربي وراشيا، وفي عام 2009 أعيد انتخابه عن المقعد الماروني في دائرة البقاع الغربي - راشيا.
- في 25 مايو 1995 عين وزيرًا للتربية الوطنية ووزيرًا للشباب والرياضة وذلك بحكومة الرئيس رفيق الحريري في عهد الرئيس إلياس الهراوي، وظل بالمنصب حتى 7 نوفمبر 1996.
- عضو في البرلمان العربي.
- كان اسمه من بين أسماء القائمة التي عرضها البطريرك نصر الله بطرس صفير على نبيه بري وسعد الدين الحريري في أزمة الرئاسة عام 2007.
- قرر عدم الترشح للانتخابات البرلمانية التي جرت في 6 أيار 2018 وذلك لإفساح المجال أمام وجوه جديدة في المجلس النيابي.

## حياته الأسرية
في 23 يناير 1975 تزوج من فيفيان حداد، ولديهم من الأبناء:
- إسكندر (مواليد 1 نوفمبر 1975).
- نديم (مواليد 28 أغسطس 1985).

## وفاته
توفي روبير غانم يوم الأحد 10 شباط 2019 إثر تعرّضه لأزمة قلبية مفاجئة، وذلك في مستشفى قلب يسوع الواقعة بمنطقة الحازمية في قضاء بعبدا.

## وصلات خارجية
موقعه الشخصي[وصلة مكسورة].